# Eirik Ivarsson
Eirik Ivarsson (ca. 1130 - 1213) var  biskop i Stavanger fra år 1171. Han blev på trods af kong Sverres modstand valgt til ærkebiskop efter Øystein Erlendssons død i 1188. 
Eirik var af god æt. Hans far, Ivar Skrauthanke, havde været biskop i Nidaros i 1140'erne. Eirik havde også studeret ved St. Victorklostret i Paris, og udstyret med sin tids højeste dannelse og med personlige egenskaber indenfor eliten af datidens europæiske reformistbevægelse, var han kommet tilbage til Norge, hvor han blev viet som biskop i Stavanger først i 1170'erne. 
Stavangerbispen Eirik Ivarssons valg til ærkebiskop sommeren 1188 afveg på flere punkter fra forskrifterne som var givet for valg i 1153. Valget fandt ikke sted ved metropolitansetet og hans forgænger havde før sin død nærmest udpeget Eirik som sin efterfølger. Ærkebiskop Eirik var en ivrig gregorianer og det var derfor naturlig at kong Sverre talte imod, at han blev valgt. Snart kom han i heftig strid med kongen som hævdede sin ret til at øve indflydelse på de gejstlige valg, søgte at indskrænke ærkebispens indtægter og han ville forbyde ærkebispen at holde væbnet følge. 
Han flygtede til Danmark, hvor han fandt støtte hos ærkebiskop Absalon og opnåede at paven bandlyste Sverre og tvang de norske bisper til at forlade Norge. Efter Sverres død forligede Eirik sig med hans søn Håkon og vendte tilbage til Norge i 1202. Han var da blind, men blev stående som ærkebiskop indtil 1205, da han nedlagde sin værdighed.